# Soddì
Soddì (sardinski: Soddìe) je grad i općina (comune) u pokrajini Oristanu u regiji Sardiniji, Italija. Nalazi se na nadmorskoj visini od 250 metara i ima 120 stanovnika.
 Prostire se na 5,24 km². Gustoća naseljenosti je 23 st/km².
Susjedne općine su: Aidomaggiore, Boroneddu i Sedilo.